# Doeamoetef
Doeamoetef was een Egyptische god en was een van de vier zonen van Horus. Hij had een jakhalskop en waakte samen met Neith over het oosten en de maag en is een van de bekendste hoofden van de canope.